# Sérgio Batarelli
Sérgio Batarelli (24 de febrero de 1960) es un kickboxer y maestro de Kung-fu Taisan (estilo del león) retirado, llegó a ganar varios campeonatos entre los que destaca un campeonato mundial de kickboxing. Tras su retiro continuó ligado a los deportes de contacto en diferentes facetas tales como árbitro, juez, comentarista y promotor de eventos. Fue promotor de los cuatro primeros eventos del World Vale Tudo Championship donde participaron luchadores reconocidos como Pedro Rizzo, Mark Kerr, Oleg Taktarov o Marco Ruas y fundador y promotor del International Vale Tudo Championship, organización donde llegaron a combatir grandes luchadores como Wanderlei Silva o Chuck Liddell en los inicios de sus carreras profesionales.

## Biografía
El interés de Batarelli por el Kung-fu fue comenzando durante su infancia a temprana edad viendo en la televisión el anime Shonen Ninja Kaze no Fujimaru y las películas de Bruce Lee. A los 10 años comenzó con la práctica del Kung-fu Taisan y con tan solo 18 años ya fue graduado como maestro e inauguró su propia escuela el 2 de noviembre de 1978 ubicada en el barrio de la Freguesia do Ó en la ciudad de São Paulo.
El 30 de noviembre de 1984 Batarelli participó en un evento titulado "Jiu-Jitsu vs Martial Arts" en el Gimnasio Maracanãzinho enfrentándose a Rei Zulu, las reglas eran las del vale tudo pero el combate es también considerado como un combate de artes marciales mixtas. Batarelli perdió el combate por sumisión mediante una estrangulación de guillotina. Tras la derrota no volvió a mostrar interés en combatir bajo las reglas del vale tudo o las artes marciales mixtas y decidió continuar su carrera centrándose en el kung-fu y en el kickboxing.
Batarelli fue enseñando Kung-fu en su escuela hasta el año 1986, período durante el que fue formando a varios maestros. Durante esos años también se dedicó a fundar diversas asociaciones pretendiendo promocionar el estilo que se entrenaba en su escuela fundando la Asociación Brasileña de Kung-fu Taisan y la Asociación de Artes Marciales Taisan llegando así a convertirse en uno de los mayores responsables de que cada vez hubiese un mayor reconocimiento del Kung-fu en Brasil.
A finales del mes de junio de 1987 se proclamó campeón sudamericano de kickboxing tras una rápida victoria sobre al argentino Carlos Ayet en apenas treinta segundos.
Como director deportivo, Batarelli ayudó en la creación del reglamento durante la creación de la Confederación Brasileña de Kung-fu y trabajó para la regulación y el reconocimiento de un deporte de contacto que iba en auge, el Full Contact, que más tarde sería conocido también como Kick Boxing. Para ello fundó la Asociación Brasileña de Full Contact y promocionó este deporte consiguiendo que se retransmitieran algunos eventos en la televisión brasileña para todo el país. Después de dar aquel nuevo paso, se reunió con el gobierno para proponer la creación de una organización gubernamental dedicada al Full Contact logrando la creación de la Confederación Brasileña de Full Contact-Kick Boxing, en septiembre de 1991, organización en la cual el mismo Batarelli fue nombrado presidente.
En 1996 Frederico Lapenda le propuso a Batarelli que fuese su socio para ayudarle a promocionar el vale tudo por todo Brasil a través de la recién fundada organización World Vale Tudo Championship pero esta asociación duró tan solo hasta el cuarto evento de la organización debido a problemas personales entre ambos. Tras la asociación fallida Sérgio Batarelli decidió crear en julio de 1997 su propia organización de vale tudo, el International Vale Tudo Championship. En esa misma época Batarelli se esforzó por conseguir la regularización del vale tudo como deporte reconocido por el gobierno de Brasil llegando a conseguir una vez más la fundación de una nueva organización gubernamental que lo reconociese, la Confederación Brasileña de Combate Vale-Tudo.

## Campeonatos y logros
- Kung-fu Taisan
  - Campeón de Brasil.[5]

- Boxeo aficionado
  - Campeón de Peso pesado de Brasil.[5]

- Kickboxing
  - Campeón de Peso superpesado de Brasil.[5]
  - Campeón de Peso pesado (+91 kg.) de América del Sur (1987).[2][5]
  - Campeón Intercontinental de Peso superpesado.[5]
  - Campeón Mundial de Peso superpesado (1992).[5]

- Otros
  - Campeón del Mundo partiendo bloques de hielo (14 bloques de 25 kg. cada uno).[5]

## Récord en artes marciales mixtas
| Resultado | Récord | Oponente | Método                      | Evento                    | Fecha                   | Ronda | Tiempo | Localización           | Notas |
| --------- | ------ | -------- | --------------------------- | ------------------------- | ----------------------- | ----- | ------ | ---------------------- | ----- |
| Derrota   | 0-1    | Rei Zulu | Sumisión (guillotine choke) | Jiu-Jitsu vs Martial Arts | 30 de diciembre de 1984 | 1     | 2:24   | Río de Janeiro, Brasil |       |